# Mijn naam is haas
"Mijn naam is haas" is een gezegde dat betekent dat iemand van niets weet. Dit gezegde wordt vaak gebruikt als iemand zegt van niets te weten, maar eigenlijk de schijn ophoudt.

## Achtergrond
Het gezegde stamt waarschijnlijk af van een gebeurtenis in 1855. Een Duitse student had in een duel iemand doodgeschoten en wilde naar Frankrijk vluchten. Om de grens over te komen had hij echter een persoonsbewijs nodig. Dat kreeg hij van een medestudent, genaamd Victor von Hase (1834-1860). Von Hase meldde vervolgens dat hij zijn kaart verloren had. Later werd zijn kaart, die de moordenaar verloren had, toevallig gevonden in Frankrijk. De man die echt Von Hase heette moest daarop in Duitsland voor de rechtbank verschijnen, maar zei "Mein Name ist Hase, ich verneine die Generalfragen, ich weiß von nichts." ('Mijn naam is Hase, ... ik weet van niets.') De naam Hase werd in het Nederlands verbasterd tot haas, maar de uitdrukking heeft dus niets met de haas als dier te maken.

## Trivia
In 1973 had het Lowland Trio een hitparadenotering in de Nederlandse Top 40 met het nummer Mijn naam is haas, een bewerking van de hit Mein Name ist Hase van Chris Roberts uit 1971. Dit werd een carnavalskraker en is sindsdien tot op de dag van heden een nummer dat tot de favorieten van de carnavalsgangers behoort. 
Mijn naam is Haas maakt deel uit van de titel van navolgende boeken: 
- Mijn naam is Haas, Dierenverhalen in verschillende culturen (ISBN 9789026312335).
- Mijn naam is Haas - Groen genoeg is een serie prentenboeken en interactieve cd-roms uit 2014 rondom het karakter Haas en zijn vriendinnetje Sofie voor kinderen tot zeven jaar (ISBN 9789022997031).

- In 2018 kwam Mijn naam is Haas door Alexander Kastelijn uit. Dit e-book is gericht op kinderen (ISBN 9789402175172).

- Begin 2022 werd in beperkte oplage "Mijn naam is haas" uitgegeven, een interactief boek, ontwikkeld door theatermaker en ervaringsdeskundige Judith Bruynzeel. Dit boek vergemakkelijkt spreken over seksueel misbruik en dissociatie en blijkt enorm waardevol voor (h)erkenning, troost en in het helpen woorden te vinden. Het boek is een wezenlijk onderdeel van ervaringsgerichte trainingen aan hulpverleners in Nederland, waarbij het boek inbegrepen is en als zodanig inzetbaar binnen hun eigen praktijk.